# ياقوت وعنبر
ياقوت وعنبر هو مسلسل درامي مغربي من إخراج محمد نصرات سنة 2020، وبطولة كل من نورا الصقلي، وعزيز حطاب، وفاطمة الزهراء قنبوع، وربيع الصقلي، وحسناء الطمطاوي، وساندية تاج الدين، وهند بن جبارة، والمهدي فولان وغيرهم.

## القصة
تعاني أم من عدم قدرتها على تحقيق رغبة  زوجها بإنجاب ابن ذكر له، حيث أنجبت ست بنات منه، مما سيدفعها وبدون علم مسبق من زوجها لإستبدال سابع بناتها بطفل ذكر ينتمي لأحد الأسر الفقيرة. هذا سيؤدي فيما بعد إلى مشاكل وعواقب اجتماعية ونفسية وصحية لكلتا العائلتين.

## استقبال
تصدر المسلسل قائمة البرامج الأكثر مشاهدة بنسبة مشاهـدة تصل إلى 47,6 في المائة، و8.8 ملايين مشاهد، حسب إحصائيات مؤسسة «ماروك ميتري» المختصة في قياس نسب المشاهدة، من سادس مايو الجاري إلى 12 منه.
وتعدت شهرة المسلسل القطر المغربي إلى الجارة الجزائر من خلال تفاعل المشاهدين عل منصات التواصل الإجتماعي واليوتيوب.

## وصلات خارجية
- صفحة المسلسل على الموقع الرسمي للقناة الأولى